# 1972 (singolo)
1972 è un singolo del gruppo musicale italiano The Sun, primo estratto dell'album Spiriti del Sole. La canzone sarà inclusa nella raccolta 20, mentre una sua versione spagnola verrà inserita in Espíritus del Sol.

## Composizione
La canzone parla della storia d'amore dei genitori del cantante Francesco Lorenzi: nel 1972 la madre scappò di casa per stare insieme all'uomo che amava e il 16 settembre di quell'anno si sono sposati. Lorenzi la scrisse nel 2008, in occasione dell'anniversario di matrimonio dei suoi. Nel 2009 decise che sarebbe diventato il primo singolo dei The Sun.

## Promozione
Il brano è stato scelto per anticipare l'album Spiriti del Sole (nonostante, inizialmente, si decise per la canzone San Salvador), in pubblicazione per Universal Music il 18 settembre 2009. Il singolo è entrato in rotazione radiofonica il 26 giugno 2009; da quel giorno fino al 2 luglio sarebbe stato disponibile sui Nokia Music Store e dal 3 luglio avrebbe fatto la sua comparsa sui mercati digitali.
Tuttavia non era ancora stato firmato un contratto con l'etichetta per la pubblicazione dell'album: il 30 giugno il direttore di Sony Music Roberto Rossi ebbe modo di sentire e vedere il video di 1972 tramite il manager della band Marco Morini e li convinse a firmare con Sony. Il singolo è stato pubblicato il 26 marzo 2010 per anticipare l'uscita di Spiriti del Sole, slittata al 12 giugno 2010. È girato in radio dal 2 aprile.

## Tracce
Testi di Francesco Lorenzi, Maurizio Baggio, musiche di Francesco Lorenzi.
1. 1972 – 4:00

## Video musicale
Un videoclip è stato diretto il 24 giugno 2009 da Gaetano Morbioli e finito di montare il 29 giugno. Rappresenta la storia d'amore tra due ragazzi che, osteggiati dai genitori di lei, scappano insieme.
Il 13 maggio 2010 ha debuttato su MTV Total Request Live, entrando nella top ten della classifica del programma e procurando al gruppo l'apparizione in una diretta del programma televisivo.

## Formazione
Formazione come da libretto.
The Sun
- Francesco "The President" Lorenzi – voce, chitarra
- Riccardo "Trash" Rossi – batteria
- Matteo "Lemma" Reghelin – basso, cori
- Gianluca "Boston" Menegozzo – chitarra, cori

Produzione
- Francesco Lorenzi – produzione, missaggio, mastering
- Maurizio Baggio – produzione, missaggio, mastering